# 独尾草
独尾草（学名：Eremurus chinensis）为独尾草科独尾草属的植物，为中国的特有植物。分布在中国大陆的四川、西藏、甘肃、云南等地，生长于海拔1,300米至2,900米的地区，常生于石质山坡和悬岩石缝中，目前尚未由人工引种栽培。